# Joan Carling

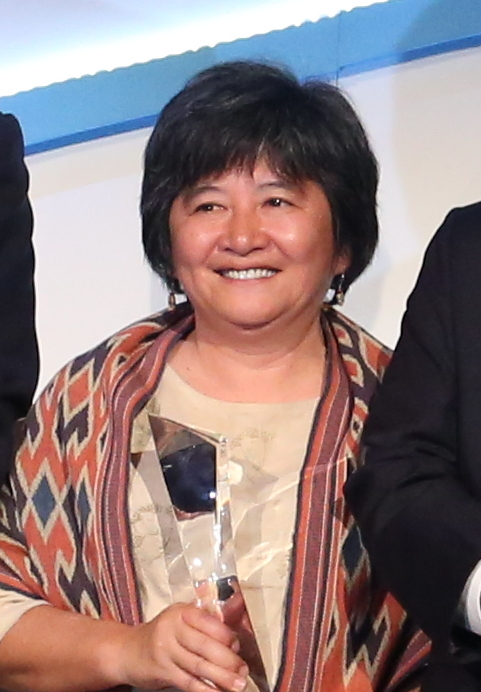
Joan Carling beim Champions of the Earth 2018 Award

Joan Carling (geb. 30. Juni 1963 in Baguio City) ist eine philippinische Menschenrechtlerin. Sie gilt als bedeutende Stimme im globalen Kampf für die Rechte der indigenen Völker und den Umweltschutz. Sie fordert eine Abkehr vom Kapitalismus und setzt sich für ein Verständnis ein, das die Verbundenheit der Menschen mit der Natur wieder stärker betont.

## Leben
Carling wurde als Mitglied der ethnischen Gruppe der Kankanaey geboren, einem zur Igorot-Gruppe gehörenden indigenen Volk, welches im Bereich der Cordillera-Central-Bergkette auf der philippinischen Hauptinsel Luzón lebt. Dieses Gebiet ist reich an natürlichen Ressourcen wie Gold und Kupfer, wird aber durch wirtschaftliche Ausbeutung bedroht. Schon früh erlebte sie die Bedrohung der indigenen Lebensweise durch externe Eingriffe, was ihr Engagement für soziale Gerechtigkeit und Umweltschutz formte.
In ihrer Kindheit erlebte sie eine enge Verbundenheit mit der Natur und entwickelte dadurch ein Gefühl von Freiheit; so lief sie täglich mehrere Kilometer zur Schule, sammelte Kiefernzapfen und Pilze im Wald und erntete Guaven am Fluss.
In ihrer Jugend inspirierte sie der Widerstand indigener Gemeinschaften gegen Staudammprojekte, welche deren Lebensgrundlagen bedrohten. Besonders der erfolgreiche Kampf gegen den geplanten Chico-Staudamm, welcher die Reisfelder und Dörfer der indigenen Bevölkerung überschwemmt hätte, prägte ihr politisches Bewusstsein.
An der Universität der Philippinen vertiefte sie ihr Engagement für die Rechte der indigenen Völker, was später zu ihrer führenden Rolle in mehreren indigenen Organisationen führte. Aufgrund von Todesdrohungen und falschen Anschuldigungen lebt sie heute nicht mehr dauerhaft auf den Philippinen.

## Wirken
Joan Carling hat ihr Leben dem Schutz der Rechte indigener Völker und der Umwelt gewidmet. Ihre Arbeit umfasst über 30 Jahre und reicht von lokalem Aktivismus in den Philippinen bis hin zu internationalem Engagement.
Bereits in jungen Jahren erkannte sie, dass die Entfremdung von der Natur und die Zerstörung indigener Lebensräume Ausdruck eines globalen Problems sind, das sich in Konsumismus, sozialer Ungleichheit und Klimakrise äußert.
Carling war zweimalige Generalsekretärin des Asia Indigenous Peoples Pact (AIPP) und Vorsitzende der Cordillera People’s Alliance. Sie spielte eine Schlüsselrolle in der Ausarbeitung von UN-Richtlinien zu den Rechten indigener Frauen und engagiert sich in globalen Gremien wie der UN Framework Convention on Climate Change (UNFCCC) und dem Ständigen Forums der Vereinten Nationen für indigene Angelegenheiten (UNPFII).
In ihrer Arbeit betont sie, dass indigene Völker nicht nur Opfer von Umweltzerstörung sind, sondern aktive Verwalter der Biodiversität, deren traditionelles Wissen entscheidend für nachhaltige Lösungen ist.
Sie ist Mitbegründerin der Indigenous Peoples Rights International (IPRI), einer Organisation, welche den Schutz indigener Menschen vor Kriminalisierung und Gewalt fördert.

## Positionen

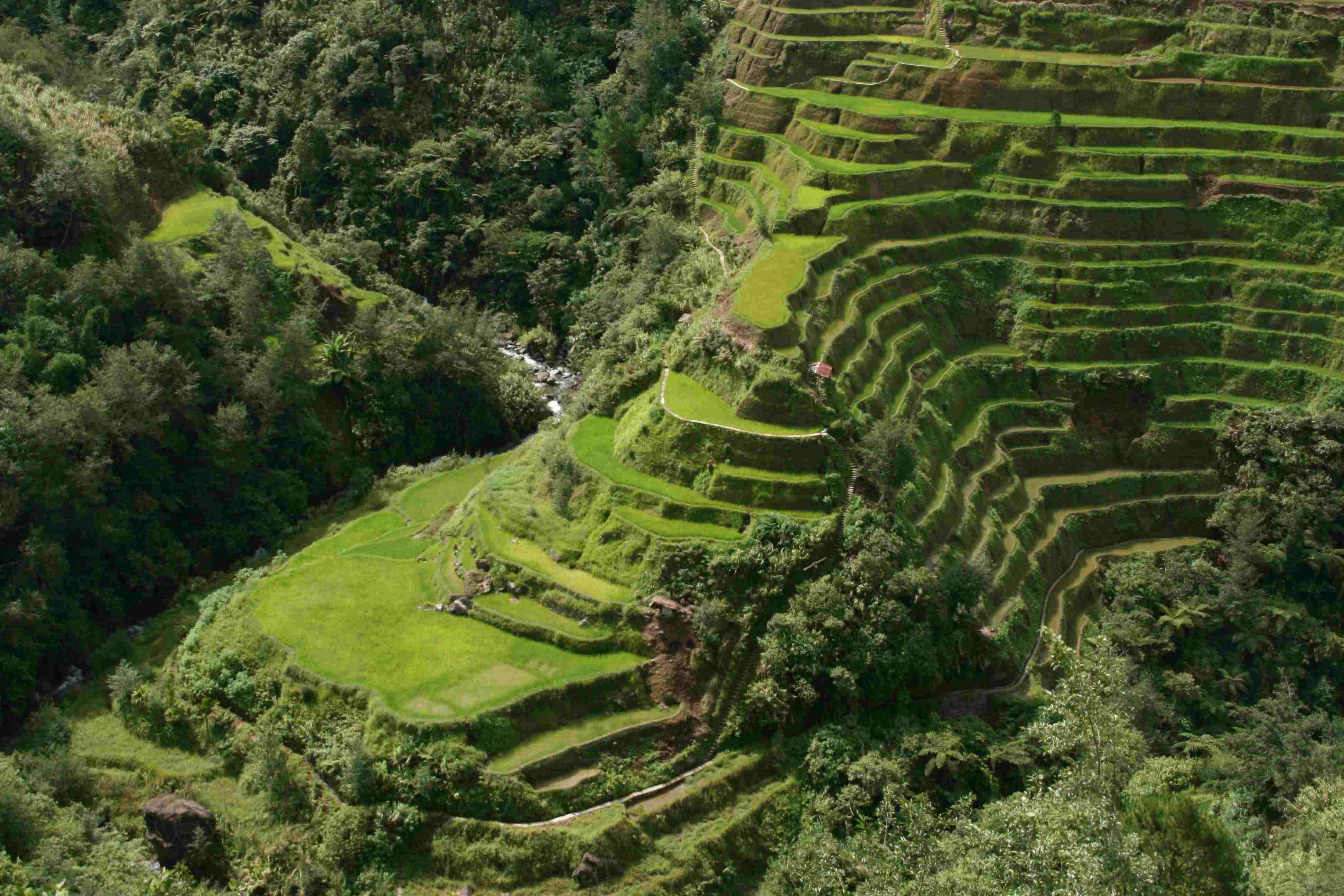
Reisterrassen von Banaue

Nach Überzeugung von Carling schützen indigene Völker in ihren angestammten Lebensräumen einen großen Teil der Artenvielfalt auf der Erde, haben aber häufig keine Landtitel und ihre traditionellen Ansprüche werden in Frage gestellt. Sie fordert, dass ihre Völker endlich als Partner in politischen Prozessen anerkannt werden. Ihr enger Kontakt zu ihrem Lebensumfeld mache diese zu Frühwarnern für ökologische Veränderungen. So hätten beispielsweise die Inuit bereits seit Jahrzehnten ihre Besorgnis darüber geäußert, dass das Eis außergewöhnlich schnell schmilzt, ohne dass irgendjemand darauf reagiert habe.
Für Carling zeigt sich an Beispielen wie dem Kampf der Sami in Norwegen, deren Rentierweideflächen durch Windkraftprojekte bedroht wurden, wie häufig indigene Rechte wirtschaftlichen Interessen geopfert werden. Nach Zahlen der UN gehörten mehr als 460 Millionen Menschen indigenen Völkern an, also etwa sechs Prozent der Weltbevölkerung, die durch sie bewohnten Gebiete machten aber schätzungsweise 20 bis 25 Prozent der Landmasse aus und beherbergten 60 bis 80 Prozent der weltweiten Artenvielfalt. In indigenen Gemeinschaften seien Nachhaltigkeitsprinzipien im Gewohnheitsrecht fest verankert und auch kulturell integriert.
Carling betont, dass indigene Gesellschaften Prinzipien des nachhaltigen Umgangs mit Ressourcen leben, etwa durch das Pflanzen mehrerer neuer Bäume für jeden gefällten Baum – eine Praxis, die sie auch als Vorbild für die westliche Konsumgesellschaft sieht. Nur etwa zehn Prozent hätten eine rechtliche Anerkennung, was dazu führe, dass 90 Prozent aus verschiedenen Gründen, wie Bergbau, Abholzung oder andere wirtschaftliche Aktivitäten, bedroht sind. Bei Schutzkonzepten, wie sie beispielsweise bei der UN-Konferenz über die biologische Vielfalt (COP15) 2022 in Montréal diskutiert wurden, sei wesentlich, dass die indigenen Bewohner einbezogen würden und diese nicht sogar durch die Maßnahmen aus ihren traditionellen Lebensräumen verdrängt würden.
Sie setze sich für Klimagerechtigkeit ein und fordere, dass die Krisenverursacher Verantwortung übernehmen. Es sei deren Aufgabe, die Lage in den Griff zu bekommen und jene zu unterstützen, die unverhältnismäßig unter den Folgen leiden. Die indigenen Völker hätten die niedrigsten CO2-Bilanzen. Viele lebten in Gegenden, in denen die Folgen der globalen Erwärmung spürbar sind, sie hätten aber nicht die Mittel, die schnellen Veränderungen zu bewältigen. Hier müssten gerechte Übergangsprozesse eingeleitet werden.
Carling kritisiert ausdrücklich den sogenannten „grünen Kolonialismus“, bei dem Rohstoffe für die Energiewende ohne Rücksicht auf indigene Rechte und Umweltschutz gewonnen werden. Wenn Mineralien, die für die Energiewende gebraucht werden, ohne die Zustimmung der indigenen Völker abgebaut würden, ohne Gerechtigkeit und Umweltschutz, dann sei dies grüner Kolonialismus im Namen des Klimaschutzes. Es müsste sichergestellt werden, dass Menschenrechte gewahrt werden und die Übergangsprozesse nach Grundsätzen der sozialen Gerechtigkeit stattfinden.
Sie lehnt auch die Vorstellung ab, Naturgebiete ohne menschliches Zutun zu „schützen“, da traditionelle indigene Landnutzung oftmals die Biodiversität erhöht. Für Carling ist wahre Inklusion erst erreicht, wenn indigene Gemeinschaften nicht nur auf internationalen Konferenzen symbolisch vertreten sind, sondern tatsächlich an Entscheidungsprozessen beteiligt werden.

## Auszeichnungen
- 2016 Giuseppe-Motta-Preis
- 2018 Champions-of-the-Earth-Award
- 2024 Right Livelihood Award 2024.[3][4]